# 沢内テレビ・FM中継局
沢内テレビ・FM中継局（さわうちテレビ・エフエムちゅうけいきょく）は、岩手県和賀郡西和賀町の旧沢内村域に設置されているテレビ放送とFMラジオ放送の中継局。

## 中継局概要

### デジタルテレビ放送
| リモコン 番号 | 放送局名               | チャンネル 番号 | 空中線 電力 | ERP  | 偏波面   | 放送対象地域 | 放送区域 内世帯数 | 運用開始日     |
| ------------- | ---------------------- | --------------- | ----------- | ---- | -------- | ------------ | ----------------- | -------------- |
| 1             | NHK 盛岡総合           | 14              | 2W          | 6.9W | 水平偏波 | 岩手県       | 約1,100世帯       | 2010年 11月1日 |
| 2             | NHK 盛岡教育           | 13              | 2W          | 7.1W | 水平偏波 | 全国         | 約1,100世帯       | 2010年 11月1日 |
| 4             | TVI テレビ岩手         | 17              | 2W          | 6.9W | 水平偏波 | 岩手県       | 約1,100世帯       | 2010年 11月1日 |
| 5             | IAT 岩手朝日テレビ     | 18              | 2W          | 6.9W | 水平偏波 | 岩手県       | 約1,100世帯       | 2010年 11月1日 |
| 6             | IBC 岩手放送           | 15              | 2W          | 6.9W | 水平偏波 | 岩手県       | 約1,100世帯       | 2010年 11月1日 |
| 8             | mit 岩手めんこいテレビ | 16              | 2W          | 6.9W | 水平偏波 | 岩手県       | 約1,100世帯       | 2010年 11月1日 |

- 所在地： 和賀郡西和賀町沢内字太田（経塚山）[1]
- 放送区域： 西和賀町の一部[1]
- 2010年6月22日に予備免許が交付され[3][4]、10月中旬から試験放送を実施[4]。10月27日に本免許が交付され[2]、11月1日に本放送を開始した[2]。

### アナログテレビ放送
| チャンネル 番号 | 放送局名               | 空中線 電力       | ERP                | 偏波面   | 放送対象地域 | 放送区域 内世帯数 | 運用開始日      |
| --------------- | ---------------------- | ----------------- | ------------------ | -------- | ------------ | ----------------- | --------------- |
| 2               | NHK 盛岡教育           | 映像3W/ 音声750mW | 映像10W/ 音声2.5W  | 水平偏波 | 全国         | 1010世帯          | 1965年 11月22日 |
| 10              | NHK 盛岡総合           | 映像3W/ 音声750mW | 映像9.3W/ 音声2.3W | 水平偏波 | 岩手県       | 1010世帯          | 1965年 11月22日 |
| 12              | IBC 岩手放送           | 映像3W/ 音声750mW | 映像9.7W/ 音声2.4W | 水平偏波 | 岩手県       | 1162世帯          | 1968年 10月17日 |
| 44              | IAT 岩手朝日テレビ     | 映像10W/ 音声2.5W | 映像44W/ 音声11W   | 水平偏波 | 岩手県       | 1341世帯          | 1998年 12月24日 |
| 48              | TVI テレビ岩手         | 映像10W/ 音声2.5W | 映像44W/ 音声11W   | 水平偏波 | 岩手県       | 1292世帯          | 1979年 11月15日 |
| 50              | mit 岩手めんこいテレビ | 映像10W/ 音声2.5W | 映像44W/ 音声11W   | 水平偏波 | 岩手県       | 1292世帯          | 1994年 2月18日  |

- 所在地： デジタルテレビ放送に同じ
- 2011年7月24日をもってすべて廃止される予定だったが、同年3月に発生した東日本大震災の影響により、2012年3月31日まで延期された。

### FMラジオ放送
| 周波数  | 放送局名       | 空中線 電力 | ERP   | 偏波面   | 放送対象地域 | 放送区域 内世帯数 | 運用開始日     |
| ------- | -------------- | ----------- | ----- | -------- | ------------ | ----------------- | -------------- |
| 84.5MHz | NHK 盛岡FM放送 | 10W         | 15.5W | 水平偏波 | 岩手県       | 1257世帯          | 1972年 7月20日 |

- 所在地： デジタルテレビ放送に同じ